# Mnioloma rhynchophyllum
Mnioloma rhynchophyllum är en bladmossart som beskrevs av Theodor Carl Karl Julius Herzog. Mnioloma rhynchophyllum ingår i släktet Mnioloma och familjen Calypogeiaceae. Inga underarter finns listade i Catalogue of Life.